# Meetic
Meetic est un service de rencontre en ligne, propriété du Match Group depuis 2014. Précédemment, Meetic était une entreprise française fondée en novembre 2001.
En plus de ses marques principales—Meetic, LoveScout, Match UK et Lexa—Meetic a lancé des services de rencontre ciblant des publics spécifiques. En 2017, Meetic a introduit Ourtime, une plateforme de rencontre dédiée aux célibataires de plus de 50 ans. En 2024, l’entreprise a lancé Even, une application de rencontre spécialement conçue pour les parents célibataires, offrant une expérience adaptée et sécurisée.

## Historique
En 2001, Marc Simoncini crée Ilius SAS, éditrice de Meetic. L’année suivante est mise en ligne la première version du site meetic.fr. Fondé sur système d'abonnement payant pour les hommes, Meetic vise à créer un site de rencontres sécurisé pour les femmes seules. En 2003, Meetic lance MeeticMobile. En 2005, Meetic fait son entrée en bourse. En 2006, le Groupe acquiert Lexa aux Pays-Bas et ParPerfeito, site de rencontre brésilien, puis s'implante au Royaume-Uni et en Allemagne avec l’acquisition de DatingDirect et Cleargay (site de rencontre gay francophone). En 2008, Meetic conclut un accord portant sur l'acquisition des activités Europe de Match.com, en 2009.
En septembre 2010 Marc Simoncini qui détient toujours 22,98 % du capital de Meetic annonce son souhait de céder ses parts. Meetic a une trésorerie positive de 40,6 millions d'euros. Un accord est trouvé avec son nouvel actionnaire Match/IAC (Match.com) qui détient 26,8 % du capital et 21,1 % des droits de vote[réf. nécessaire].
En 2011, Match.com devient l'actionnaire majoritaire du groupe à la suite d'une OPA amicale.
En janvier 2014, le service américain Match.com qui détient plus de 97 % de Meetic dépose une OPA sur les actions restantes auprès de l'AMF pour devenir actionnaire unique à 100 % de Meetic.
Le 31 janvier 2014, à l'issue de cette OPA, le retrait obligatoire ainsi que la radiation des actions Meetic deviennent effectives.
Le 19 novembre 2015, Match Group qui possède Meetic entre au Nasdaq. Si le prix initial des actions était fixé en bas de la fourchette de prix préconisée l'action a connu un bon démarrage[évasif],. La société a reçu en 2015 le Prix Qualiweb de la relation Client

### Genèse de l'entreprise
En 2000, Marc Simoncini cède sa participation dans la société d’hébergement de pages personnelles iFrance (entreprise qu’il a fondée) à Vivendi (alors dirigée par Jean-Marie Messier). Le montant total de la transaction s’élève à 182 millions d'euros, essentiellement constitué d’actions Vivendi qui perdront 93 % de leur valeur quelques mois plus tard. Marc Simoncini qui a entre-temps emprunté de l’argent gagé sur ces titres se retrouve endetté.
Selon Marc Simoncini, l’idée du site lui est venue au cours d’un dîner auquel participaient trois amis divorcés, qui lui font part de la difficulté pour des trentenaires de rencontrer des partenaires. Vient alors l’idée de créer un espace en ligne dédié aux rencontres.

### Dirigeants de Meetic depuis 2001
- 2001-2011 : Marc Simoncini (également fondateur)
- 2011-2013 : Philippe Chainieux
- 2013-2019 : Alexandre Lubot[16].
- Depuis 2019 : Matthieu Jacquier

### Indicateurs
- 1,474 millions de visiteurs uniques en France (2015 Médiamétrie)[17]
- Meetic Groupe est présent dans 15 pays en Europe Allemagne, Autriche, Belgique, Danemark, Espagne, Finlande, France, Irlande, Italie, Norvège, Pays-Bas, Portugal, Royaume-Uni, Suède et Suisse.

### Acquisitions
(août 2018).
- Lexa, acheté en février 2006 pour 11,5 millions d'euros[18].
- ParPerfeito, site de rencontre brésilien, acheté en mai 2006 pour 21,6 millions d'euros[19].
- DatingDirect, site de rencontre anglais, acheté en janvier 2007 pour 41 millions d'euros[20].
- Cleargay, site de rencontre homosexuelle, acheté à hauteur de 60%[21].
- Neu, acteur de la rencontre en ligne en Allemagne avec aussi la marque Partner.de, acheté en novembre 2007 pour 25 millions d'euros[22].
- En 2005, Meetic entre en bourse[12].
- En 2006, Meetic devient Meetic Group.
- En 2009, Meetic signe un accord portant sur l'acquisition des activités Europe de Match.com.
- En 2011, Match Group devient l'actionnaire majoritaire du groupe Meetic à la suite d'une OPA[23].
- En 2012, Meetic acquiert Massive Media, éditeur de Twoo.com.
- En 2013, Meetic rachète Spraydate, site de rencontre suédois.
- En mai 2013, Meetic rachète Pastas Party[24].
- En septembre 2014, Meetic rachète Friendscout24, société en Allemagne[25].
- En avril 2015, Meetic rachète le site de rencontres Amoureux.com créé en 1998. Ce dernier devient un portail publicitaire pour Meetic et DisonsDemain[26].

## Fonctionnalités et plates-formes
En plus de la possibilité d'effectuer des rencontres de façon traditionnelle, Meetic a lancé en 2008 Meetic Affinity, un service de matchmaking consistant à mettre en relation les personnes par un système d'affinités.
Meetic propose des applications pour tablettes, mobiles (iOS, Android et Windows Phone) et montres connectées (Android Wear et Apple Watch).
Meetic a lancé les Events qui réunissent des célibataires sans que la marque n'apparaisse[C'est-à-dire ?]. Meetic invite chaque célibataire inscrit, actif ou abonné, à des soirées, suivant sa tranche d'âge et son lieu de résidence. Chaque utilisateur Meetic ayant confirmé sa présence peut venir accompagné de trois célibataires qui ne font pas encore partie de la communauté Meetic. Chaque soirée réunit entre 80 et 200 célibataires[source insuffisante].
En fin d'année 2020, alors que la pandémie du coronavirus bat son plein, Meetic lance sa nouvelle fonctionnalité appel vidéo. Disponible à la fois sur smartphone, depuis un ordinateur (sous réserve de disposer d'une caméra) et depuis l'application.

## Campagnes publicitaires

### Slogans des campagnes
- 2007 : « Les règles du jeu ont changé »
- 2012 : « Voyez plus grand pour vos rencontres » et «Real people»
- 2013 : « Les gens n'attendent que vous »
- 2014 : « #LoveYourImperfections » et « Si vous n'aimez pas vos imperfections, quelqu'un les aimera pour vous. »
- 2017 : « Little details, great stories. »
- 2019 : « si l’engagement vous fait de l’effet »